# V形編隊

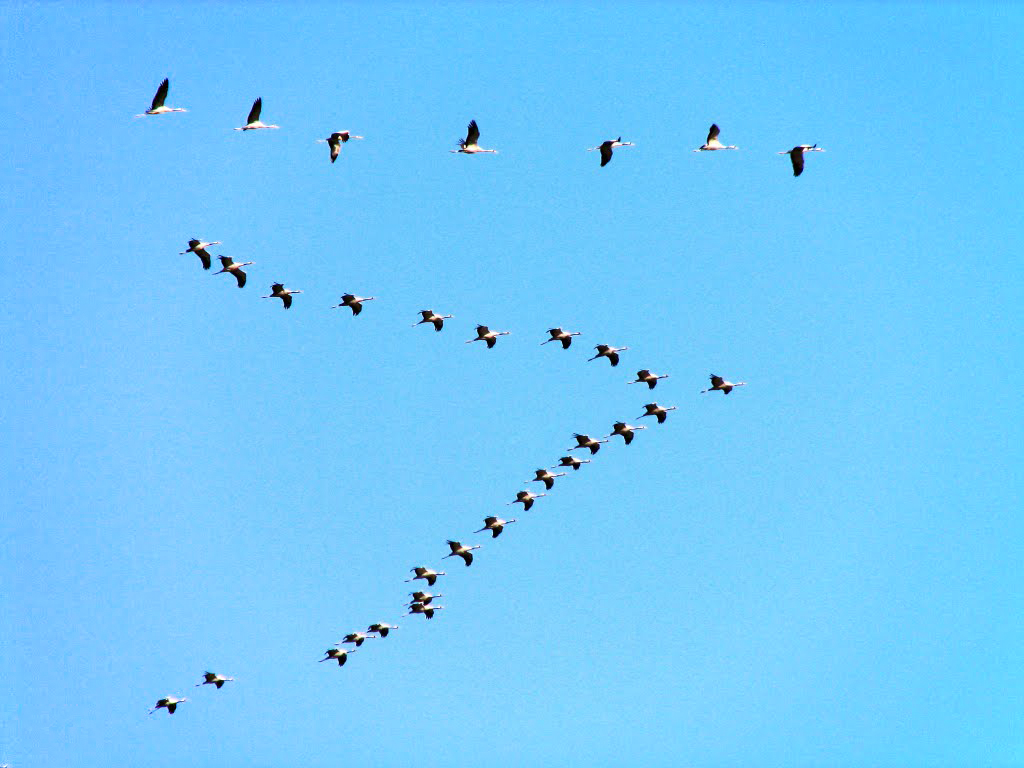
灰鹤呈V形編隊。

V形編隊（V formation），又稱為V字縱隊、人字陣，是大雁、天鵝、鴨子和其他候鳥飛行時所採用的V字形對稱飛行隊形，這種陣型提高了其能源效率。通常情況下，只有大型鳥類才會以這種方式飛行，因為小型鳥類所產生的風流更為複雜，難以讓後方的鳥利用。 V形編隊也提高了飛機的燃料效率，被應用於軍事飛行任務。

## 空氣動力學
V形編隊可能會提高飛鳥的效率，尤其是在長距離遷徙的途中。由於領頭鳥會在翼尖處產生翼尖渦流，這使得後方的飛鳥可獲得上洗流（Upwash）的升力。 上洗流協助支撐每隻飛鳥在飛行中的負重，就像滑翔機可以在上升的空氣中無限爬升或保持高度一樣。科學家懷疑，這些鳥類能夠透過視覺或羽毛來感知氣流，找到最理想的上升氣流所在位置。
先前有研究發現鳥類可以使用小於20%-30%的能量。根據一篇1970年的論文，在25名成員組成的V形編隊中，每隻鳥都可以減少誘導阻力，從而將其航程增加71%。在2001年 Nature的一篇研究中，研究人員在鹈鹕身上裝了追蹤器，結果表明，與以V形編隊飛行的鵜鶘相比，獨自飛行的鵜鶘心跳速率更高，拍打翅膀的頻率更高。 

## 飛行特性
鳥在V形編隊中對於位於左邊、中間還是右邊各有所好。在尖端和前面飛行的鳥類會適時週期性輪換，以在鳥群成員之間平均分散飛行疲勞。加拿大雁、鴨和天鵝一般會形成V形陣隊。 因此，飛行編隊圍繞 V 形變化並且不會保持恆定。
V形編隊飛行不僅關乎位置，還關乎拍打翅膀的時機。後面的鳥會與領頭鳥的拍打模式同步，跟隨前面的鳥留下的下洗流（downwash）痕跡 每當一隻鳥飛到另一隻鳥的正後方時，牠就會反轉翅膀拍打模式以抵消下洗力。 
由對朱鹭的實驗，研究人員發現以 V形編隊飛行並非與生俱來的技能。當牠們首次一起飛翔時，牠們並未以V形編隊飛行。然而，隨著時間的過去，牠們開始學習如何以這種隊形飛行，就好像牠們自學而成或觀察其他朱鹮而學會。

## 應用

### 軍事飛行
「V」編隊或「Vic編隊」是許多空軍的軍機採用的基本飛行編隊。Vic編隊在舉行慶典時的低空編隊飛行以及航展飛行中也十分常見。

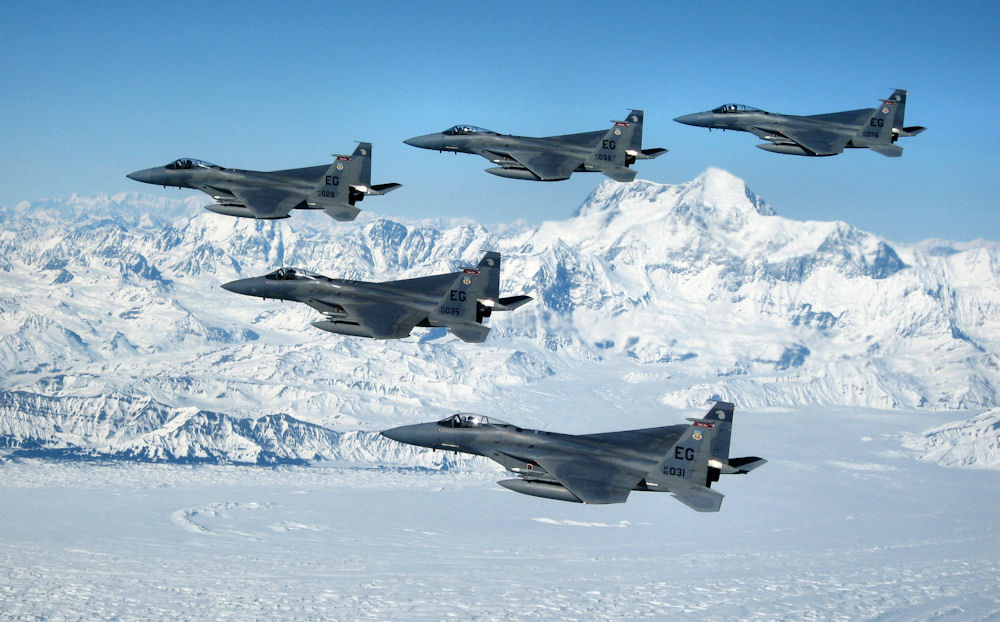
美国空军F-15在阿拉斯加上空。

工程師和研究飛行員（research pilots）試圖善加利用類似的空氣動力學優勢。飛機翼尖的氣流可以為後方的飛機提供向上的升力，使其以更有效率的方式飛行。美國太空總署的德萊頓飛行研究中心發起了他們的自主編隊飛行計劃，該計劃包括一個使用GPS的編隊飛行儀表系統，讓飛機得以自動定位在精確的編隊位置。該計劃的目標是持續節省10%的燃料，而實驗數據表明，可以達到高達15%。這種燃料的減少也可以減少釋放到環境中的污染量。

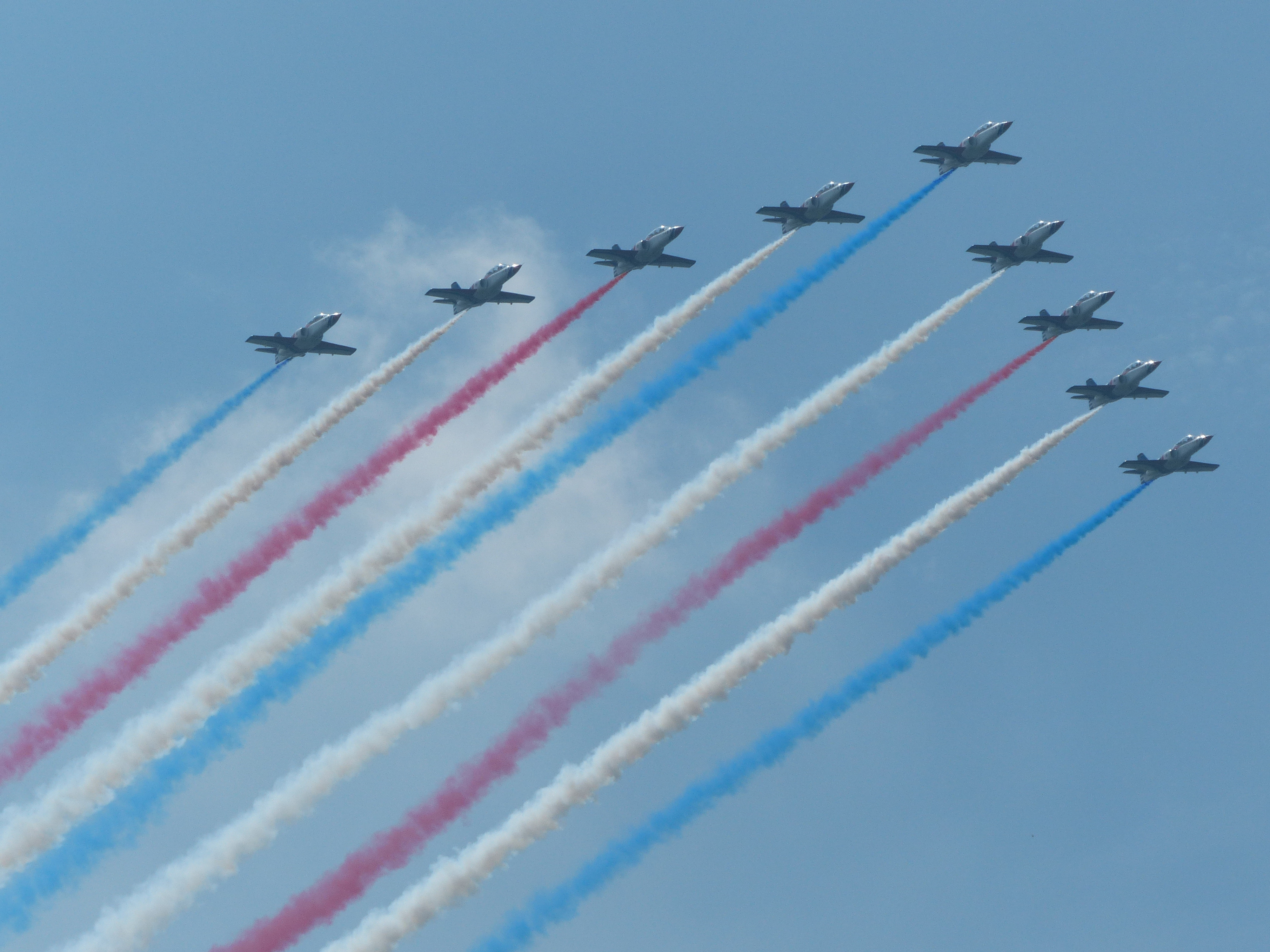
現代表演飛行特技的隊形

美國空軍機動司令部所用燃料航空燃料佔美國政府全部使用量20%，他們也在實驗改變自動駕駛儀，以便在「漩渦衝浪」（vortex surfing）所減少的阻力和飛過另一架飛機尾流時的「乘坐品質」之間找到最佳平衡點。

### 商務航班
空中巴士公司正試圖通過「伴飛計畫」（fello'fly project）減少商用航空的燃料。這是一個雄心勃勃的節能理念，欲藉由兩架大型飛機以V形編隊飛行來節省能源。空中巴士旗下UpNext的執行長桑德拉 · 布爾 · 謝弗（fSandra Bour Schaeffer）博士說：「這與軍方所說的編隊飛行非常非常不同」。由於大型飛機在高速飛行時會在機翼上產生巨大渦流，兩架飛機將在平穩上曳氣流附近飛行，相距大約1.5到2英里。因此可以在不影響乘客舒適度的情況下省下大量燃料。
空中巴士以兩架AS350直升機來完成試飛，結果顯示，跟在後方的直升機每次飛行可以節省5%到10%的燃料，意味著省下數噸噴氣燃料和二氧化碳排放量。儘管如此，航班之間的營運、財務、節約問題需要解決，同時還需要處理具有相似航線的飛機的位置和高度的日程表數據。

## 以V形編隊飛行的鳥類[12]
此列表未全面涵蓋所有以V形編隊飛行的鳥類。
- 大雁
- 天鹅
- 海鸥
- 鹤科
- 鹈鹕
- 鸕鶿
- 朱鷺
- 鸭子

## 昔日的研究和發現
- Wieselsberger（1914）：他是首位提出編隊可為鳥類帶來空氣動力學上優勢的空氣動力學家。從空氣動力學的原理出發，他知道鳥類由於翅膀邊緣的上洗流和下洗流會產生空氣動力學的伯努利升力。他提出，以V字形飛行的鳥類利用鄰近鳥類的上洗流來減少誘導阻力，從而在飛行中保存能量。[13]
- Hamilton（1967）：他認為鳥類交錯排列為與鄰近鳥類的視覺交流提供了優勢。同時還為在飛行期間提供清晰視野。[13]
- Lissaman & Schollenberger（1970）：他們進行的實驗給出了節能的量化近似值。 通過他們的研究，他們得出結論，與一隻鳥相比，由25隻鳥組成的編隊可使鳥的活動範圍增加71%。[4]
- Willis et al.’s （2007）：他們試圖研究飛行中相鄰兩隻鳥之間的位置和翅膀拍打相位與所節省能量的關係。結果顯示，每隻鳥的最佳拍打可以節省高達20%的能量。